# Jakkrit Khemnak
Jakkrit Khemnak (thailändisch จักรกริช เข็มนาค; * 22. März 1987 in Kanchanaburi) ist ein thailändischer Fußballspieler.

## Karriere
Jakkrit Khemnak spielte bis Ende 2018 für den Kasetsart FC. Der Verein aus Bangkok spielte in der zweiten Liga, der Thai League 2. Wo er vorher gespielt hat, ist unbekannt. 2019 wechselte er zum Ligakonkurrenten Air Force United. Für den ebenfalls in Bangkok beheimateten Verein spielte er die Hinserie. Zur Rückserie ging er zum Zweitligisten MOF Customs United FC. Für den Verein aus der Hauptstadt absolvierte er 13 Zweitligaspiele. 2020 wurde er vom Zweitligisten Lampang FC aus Lampang unter Vertrag genommen. Für Lampang stand der 18-mal in der zweiten Liga auf dem Spielfeld. Zu Beginn der Saison 2021/22 wechselte er zum Drittligisten Muang Loei United FC. Mit dem Verein aus Loei spielt er achtmal in der North/Eastern Region der dritten Liga. Zur Rückrunde 2021/22 wechselte er im Dezember 2021 nach Kanchanaburi zum Zweitligisten Muangkan United FC. Für Muangkan bestritt er 17 Zweitligaspiele.  Nachdem Muangkan für die Saison 2022/23 die Lizenz verweigert wurde, wechselte er im Juni 2022 zum Zweitligaaufsteiger Uthai Thani FC.  Für den Zweitligisten aus Uthai Thani bestritt er sieben Ligaspiele. Nach der Hinrunde wurde sein Vertrag im Dezember 2022 aufgelöst. Im Januar 2023 verpflichtete ihn der Drittligist Samut Sakhon City FC. Mit dem Verein aus Samut Sakhon spielte er zwölfmal in der Bangkok Metropolitan Region der Liga. Wo er von Sommer 2023 bis Ende 2024 gespielt hat, ist unbekannt. Im Januar 2025 nahm ihn der Drittligist Kanchanaburi City FC unter Vertrag. Der Verein aus Kanchanaburi spielt in der Western Region der Liga.